# Arthur Mullard
Arthur Ernest Mullard (Londres, 19 de septiembre de 1910 - íd., 11 de diciembre de 1995) fue un comediante inglés.
Proveniente de una clase social no adinerada, nació en Islington y empezó a trabajar a los 14 años como empleado de una carnicería, y se alistó en el Ejército a los 18. Fue mientras formaba parte del ejército que empezó a boxear, convirtiéndose en el campeón de su regimiento. Cuando finalmente dejó las fuerzas armadas, ofició por un tiempo su antigua vocación de boxeador profesional sin mayores éxitos.
Luego del final de la Segunda Guerra Mundial en 1945 comenzó a trabajar para Pinewood Studios y la Ealing, interpretando pequeños papeles en clásicos del cine británico como Oliver Twist, The Ladykillers, The Belles of St. Trinians y The Lavender Hill Mob.
Su fea nariz y su apariencia fueron sus distintivos humorísticos y su particular acento hicieron que muchas productoras se sintieran antraídas por incorporarlo a sus elencos en programas y películas cómicas. Fue en televisión donde Arthur Mullard realmente consiguió su fama personal, conduciendo junto a Tony Hancock, Frankie Howerd y Benny Hill The Arthur Askey Show. Protagonizó la serie de fin de semana Romany Jones, estrenada en 1973, que llevó a Mullard al estrellato, interpretando a Wally Briggs, un astuto inquilino en una casa rodante.
Tan popular fue su papel en Romany Jones que una serie, Yus, My dear, fue creada en 1976, donde Wally y su esposa Lily (interpretada por Queenie Watts) se mudaron de su furgoneta a una casa. Dicha serie introdujo un nuevo personaje, el hermano de Wally, el primer papel de Mike Reid. Yes, My dear fue un total éxito a tal punto que Arthur (o "Arfur" como era también conocido) era regularmente visto en entrevistas de otros programas o en comerciales televisivos.
Tal era el fanatismo por Mullard que en los últimos años de la década del '70 imitó canciones populares, como por ejemplo su versión de You're the One That I Want en 1978 (la canción original pertenecía a la película Grease) en dueto con Hylda Baker, que también estaba en sus poco más de sesenta años de edad. Se vio una imagen de dos cómicos veteranos en el show de la BBC, Top Of The Pops, que resultó ser un desastre, sobre todo porque los flamantes cantantes olvidaban la letra con frecuencia. Sin embargo esto resultó cómico y atractivo para el público inglés y finalmente resultó ser otro éxito.
El exitoso sencillo habría de ser su último gran suceso, siguiendo una desacreditada narración de Glenn Close en 101 Dalmatians estrenada en 1996 después de su muerte. Murió mientras dormía en Londres, el 11 de diciembre de 1995.
En una entrevista de televisión después de su muerte, su hija manifestó que había sido abusada sexualmente por su padre durante años. Los amigos del biografiado afirmaron "no estar sorprendidos"